# Pallavolo ai VII Giochi asiatici - Torneo femminile
Il IV campionato di pallavolo femminile ai Giochi asiatici si è svolto dal 1 al 15 settembre 1974 a Tehran, in Iran, durante i VII Giochi asiatici. Al torneo hanno partecipato 5 squadre nazionali asiatiche e la vittoria finale è andata par la quarta volta consecutiva al Giappone.

## Squadre partecipanti
| - Corea del Nord - Corea del Sud - Cina - Giappone - Iran |

## Classifica finale
| Classifica | Squadre        |
| ---------- | -------------- |
|            | Giappone       |
|            | Corea del Sud  |
|            | Cina           |
| 4          | Corea del Nord |
| 5          | Iran           |